# 索姆河畔梅里库尔
索姆河畔梅里库尔（法語：Méricourt-sur-Somme，法語發音：[meʁikuʁ syʁ sɔm]）是法国上法蘭西大區索姆省的一个旧市镇，属于佩罗讷区。2017年，索姆河畔梅里库尔与市镇埃蒂南合并为新市镇埃蒂南-梅里库尔。

## 地理
索姆河畔梅里库尔（49°54'21"N, 2°40'27"E）面积7.14 平方千米，位于法国上法蘭西大區索姆省，该省份为法国北部沿海省份，北起加来海峡省和北部省，西接滨海塞纳省和大西洋英吉利海峡，南至瓦兹省，东临埃纳省。
与索姆河畔梅里库尔接壤的市镇（或旧市镇、城区）包括：埃蒂南、希皮利、莫尔库尔、普鲁瓦亚尔。
索姆河畔梅里库尔的时区为UTC+01:00、UTC+02:00（夏令时）。

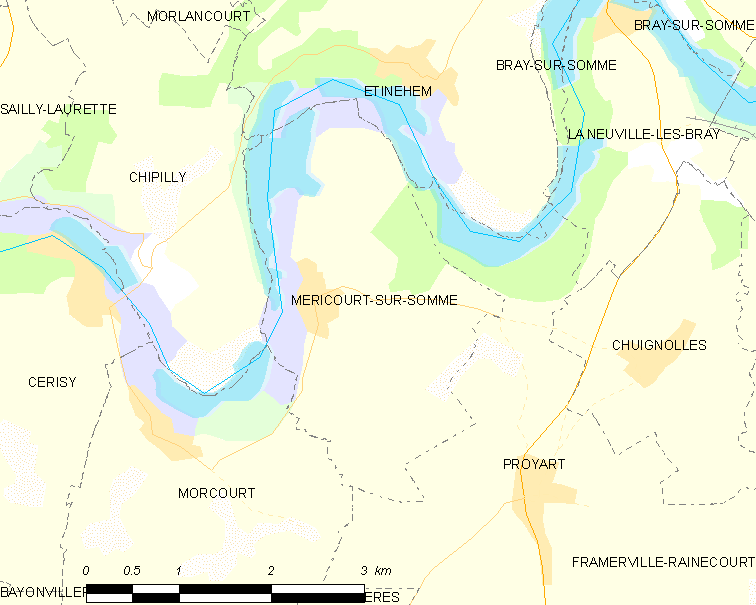
索姆河畔梅里库尔的OSM定位图

## 行政
索姆河畔梅里库尔的邮政编码为80340，INSEE市镇编码为80532。

## 政治
索姆河畔梅里库尔所属的省级选区为阿尔贝县。

## 人口

1962-2008年间索姆河畔梅里库尔人口变化图示

索姆河畔梅里库尔于2018年1月1日时的人口数量为221人。